# Lingue austriche
La superfamiglia linguistica delle lingue austriche è una costruzione teorica raggruppante alcune lingue parlate nel sud-est asiatico, in Oceania e nel sub-continente indiano. Questa super-famiglia riunirebbe le famiglie austronesiana e austroasiatica.
L'ipotesi di una relazione genetica tra queste due famiglie, non è però accettata dalla maggioranza dei linguisti.

## Storia
L'idea di una superfamiglia austrica fu suggerita per la prima volta, nel 1906 dal missionario ed antropologo tedesco Wilhelm Schmidt, il quale avanzava argomentazioni di tipo fonologico, morfologico e lessicale per dimostrare l'esistenza della superfamiglia. Ma gli elementi lessicali furono rigettati dalla comunità dei linguisti. L'ipotesi austrica venne, quindi, generalmente, non accettata.
Nel 1942, il linguista Paul King Benedict  (1912-1997) propose una superfamiglia che includeva non solo le lingue austronesiane ed austroasiatiche, ma anche le lingue tai-kadai e le lingue hmong-mien (o miao-yao). Anche quest'ipotesi, oggigiorno, è quasi universalmente rigettata.
Altri linguisti hanno pensato che similitudini morfologiche, recentemente scoperte tra le lingue nicobaresi (appartenenti alla famiglia delle lingue mon-khmer, quindi austroasiatiche) e l'austronesiano, dimostrerebbero l'esistenza di una relazione tra l'austronesiano e l'austroasiatico.

## Classificazione
Il seguente schema di classificazione, proposto da Paul K. Benedict, è quello generalmente più accettato. Le lingue hmong–mien vengono occasionalmente incluse, ma solitamente non vengono considerate facenti parte della superfamiglia austrica.
|            | Austro-asiatico                                             |
|            |                                                             |
| Austro-tai | \| \| Austronesiano \| \| \| \| \| \| Tai–kadai \| \| \| \| |
|            | \| \| Austronesiano \| \| \| \| \| \| Tai–kadai \| \| \| \| |
|            | Austronesiano                                               |
|            |                                                             |
|            | Tai–kadai                                                   |
|            |                                                             |

|  | Austronesiano |
|  |               |
|  | Tai–kadai     |
|  |               |

|            | Austro-asiatico                                             |
|            |                                                             |
| Austro-tai | \| \| Austronesiano \| \| \| \| \| \| Tai–kadai \| \| \| \| |
|            | \| \| Austronesiano \| \| \| \| \| \| Tai–kadai \| \| \| \| |
|            | Austronesiano                                               |
|            |                                                             |
|            | Tai–kadai                                                   |
|            |                                                             |

|  | Austronesiano |
|  |               |
|  | Tai–kadai     |
|  |               |

Sergei Starostin, invece, divide l'austrico in due rami principali. Il ramo austrico, che può essere considerato piuttosto vicino alle lingue denecaucasiche, forma la superfamiglia dene-daica.:
|  | Hmong–mien      |
|  |                 |
|  | Austro-asiatico |
|  |                 |

|  | Austronesiano |
|  |               |
|  | Tai–kadai     |
|  |               |

|  | Hmong–mien      |
|  |                 |
|  | Austro-asiatico |
|  |                 |

|  | Austronesiano |
|  |               |
|  | Tai–kadai     |
|  |               |